# Warren (condado de Worcester, Massachusetts)
Warren é um lugar designado pelo censo localizado no condado de Worcester no estado estadounidense de Massachusetts. No Censo de 2010 tinha uma população de 1.405 habitantes e uma densidade populacional de 420,85 pessoas por km².

## Geografia
Warren encontra-se localizado nas coordenadas 42° 13′ 06″ N, 72° 11′ 08″ O. Segundo a Departamento do Censo dos Estados Unidos, Warren tem uma superfície total de 3.34 km², da qual 3.3 km² correspondem a terra firme e (1.16%) 0.04 km² é água.

## Demografia
Segundo o censo de 2010, tinha 1.405 pessoas residindo em Warren. A densidade populacional era de 420,85 hab./km². Dos 1.405 habitantes, Warren estava composto pelo 96.8% brancos, o 0.64% eram afroamericanos, o 0% eram amerindios, o 0% eram asiáticos, o 0.07% eram insulares do Pacífico, o 0.5% eram de outras raças e o 1.99% pertenciam a duas ou mais raças. Do total da população o 2.49% eram hispanos ou latinos de qualquer raça.